# Trenčianske Teplice
Trenčianske Teplice (njem. Trentschinteplitz, mađ. Trencsénteplic) je grad u zapadnoj Slovačkoj u Trenčinskom kraju. Grad upravno pripada Okrugu Trenčin.

## Povijest
Grad Trenčianske Teplice su toplice još od 14. stoljeća, već u 16. stoljeću toplice su bile poznata diljem Europe, te se spominje kao najvažnije u Kraljevini Ugarskoj. Od 1582. godine toplice su bile u vlasništvu plemićke obitelji Illésházy. Godine 1835. toplice je kupio bečki bankar Jozef Sina. Nakon Drugog svjetskog rata toplice su nacionalizirane.

## Stanovništvo
| Godina:     | 1993. | 2003.   | 2013.   | 2023.   |
| ----------- | ----- | ------- | ------- | ------- |
| Broj ljudi: | 4488  | 4304    | 4144    | 3908    |
| Razlika:    |       | -4,09 % | -3,71 % | -5,69 % |

| Godina:     | 2022. | 2023.   |
| ----------- | ----- | ------- |
| Broj ljudi: | 3955  | 3908    |
| Razlika:    |       | -1,18 % |

Po popisu stanovništva iz 2001. godine grad je imao 4.438 stanovnika. Po popisu stanovništva u gradu živi najviše Slovaka.
- Slovaci 96,6%
- Česi 1,7%
- Mađari 0,2%

Prema vjeroispovijesti najviše je rimokatolika 77,7%, ateista 13,6% i luterana 4,6%.

## Gradovi prijatelji
- Bad Deutsch-Altenburg, Austrija
- Spitz an der Donau, Austrija
- Vsetín, Češka
- Wilamowice, Poljska
- Naleczow, Poljska
- Żarki, Poljska
- Aschersleben, Njemačka

## Vanjske poveznice
- Službena stranica grada

### Ostali projekti
|  | Zajednički poslužitelj ima još gradiva o temi Trenčianske Teplice |